# Metastenus concinnus
Metastenus concinnus är en stekelart som beskrevs av Walker 1834. Metastenus concinnus ingår i släktet Metastenus och familjen puppglanssteklar. Inga underarter finns listade i Catalogue of Life.